# 支持DirectX 11游戏列表
本表为支持Windows 7中DirectX 11的已发行及待发行的游戏列表。相关游戏请参见电子游戏列表。

## 已发行游戏
| 中文名称                     | 发行日期                                                           | 制作商                                                                   | 发行商                                 | 类型                         | 备註                                                                                                   |
| ---------------------------- | ------------------------------------------------------------------ | ------------------------------------------------------------------------ | -------------------------------------- | ---------------------------- | --- |
| 鍛神記                       | 2009年3月23日 2009年3月27日                                        | EA Phenomic                                                              | Electronic Arts                        | 大型多人在线即时战略游戏     | 遊戲更新入加支援DirectX 11，更新日期為2009年9月23日，遊戲另外可向下相容DirectX 9.0c、10和10.1。        |
| 潜行者：普里皮亚季的召唤     | 2009年11月 2009年10月2日 2009年10月2日 2010年2月23日 2010年2月23日 | GSC Game World                                                           | Bit Composer Game                      | 第一人称射击 (FPS)           | 遊戲另外可向下兼容DirectX 8、9.0c、10和10.1。                                                          |
| 科林麥克雷拉力賽：塵埃2      | 2009年12月1日 2009年12月3日 2009年12月4日                          | Codemasters                                                              | Codemasters                            | 竞速（RAC）                  | 遊戲另外可向下兼容僅為DirectX 9.0c                                                                     |
| 塵埃3                        | 2011年5月24日                                                      | Codemasters                                                              | Codemasters                            | 竞速（RAC）                  | 遊戲另外可向下兼容僅為DirectX 9.0c                                                                     |
| 尘埃：一决高下               | 2012年5月23日 2012年5月31日                                        | Codemasters                                                              | Codemasters                            | 竞速                         | 僅支持DirectX 10和DirectX 11。                                                                         |
| 异形大战铁血战士             | 2010年2月19日                                                      | Rebellion Developments                                                   | Sega                                   | 第一人称射击 (FPS)           | 遊戲另外可向下兼容僅為DirectX 9.0c。                                                                   |
| 戰地風雲3                    | 2011年10月25日 2011年10月28日                                      | EA Digital Illusions CE                                                  | Electronic Arts                        | 第一人称射击 (FPS)           | 遊戲另外可向下兼容DirectX 10和10.1。                                                                   |
| 戰地風雲：惡名昭彰2          | 2010年3月2日 2010年3月5日                                          | EA Digital Illusions CE                                                  | Electronic Arts                        | 第一人称射击 (FPS)           | 遊戲另外可向下兼容DirectX 9.0c和10。                                                                   |
| 戰慄深隧                     | 2010年3月16日 2010年3月19日                                        | 4A Games                                                                 | THQ                                    | 第一人称射击 (FPS)           | 遊戲另外可向下兼容DirectX 9.0c和10。                                                                   |
| 指環王Online：安格瑪之影     | 2007年4月24日                                                      | Turbine                                                                  | Turbine                                | 大型多人在线角色扮演游戏     | 於Volume 3: Book 2更新中加入支援DirectX 11，遊戲另外可向下兼容DirectX 9.0c和10。                       |
| 文明帝國V                    | 2010年9月21日                                                      | Firaxis Games                                                            | 2K Games                               | 戰略遊戲                     | 遊戲另外可向下兼容DirectX 9.0c和10。                                                                   |
| 一級方程式賽車2010           | 2010年9月24日                                                      | Codemasters                                                              | Codemasters                            | 竞速（RAC）                  | v1.01更新加入支援DirectX 11。                                                                          |
| 一級方程式賽車2011           | 2011年9月20日 2011年9月23日                                        | Codemasters                                                              | Codemasters                            | 竞速                         | 遊戲另外可向下兼容僅為DirectX 9.0c。                                                                   |
| 一級方程式賽車2012           | 2012年9月18日 2012年9月21日                                        | Codemasters Southam                                                      | Codemasters                            | 竞速                         | 僅支援DirectX 10和DirectX 11。                                                                         |
| F1歡樂巨星賽                 | 2012年11月16日                                                     | Codemasters Birmingham                                                   | Codemasters                            | 竞速                         | 僅支援DirectX 10和DirectX 11。                                                                         |
| 榮譽勳章                     | 2010年10月12日                                                     | EA Los Angeles EA Digital Illusions CE                                   | Electronic Arts                        | 第一人称射击 (FPS)           | 多人遊戲部分基於使用寒霜1.5引擎開發並支援DirectX 11，另外可向下兼容DirectX 9.0c和10。                  |
| 荣誉勋章：战争勇士           | 2012年10月23日 2012年10月26日 2012年10月25日                       | EA Los Angeles                                                           | Electronic Arts                        | 第一人称射击                 | 僅支援DirectX 10、10.1和11。                                                                           |
| 失落的星球2                  | 2010年10月12日 2010年10月15日                                      | Capcom                                                                   | Capcom                                 | 第三人称射击                 | 遊戲另外可向下兼容僅為DirectX 9.0c。                                                                   |
| 龍與地下城Online             | 2006年2月20日                                                      | Turbine                                                                  | Atari                                  | 大型多人線上角色扮演遊戲     | 於"Update 7"更新加入支持DirectX 11，更新升級日期為2010年10月20日。遊戲另外可向下兼容DirectX 9.0c和10。 |
| 鹰击长空2                    | 2010年11月12日                                                     | Ubisoft Romania                                                          | Ubisoft                                | 飞行模拟                     | 遊戲另外可向下兼容僅為DirectX 9.0c。                                                                   |
| 魔獸世界                     | 2010年12月7日                                                      | Blizzard Entertainment                                                   | Activision Blizzard                    | 大型多人在线角色扮演游戏     | 游戏v4.1版本更新正式支持DirectX 11。                                                                   |
| 国土防线                     | 2011年3月15日 2011年3月18日                                        | Kaos Studios Digital Extremes                                            | THQ                                    | 第一人称射击 (FPS)           | 另外可向下兼容DirectX 9.0c和DirectX 10。                                                               |
| 闇龍紀元2                    | 2011年3月8日 2011年3月11日                                         | BioWare                                                                  | Electronic Arts                        | 角色扮演 (RPG)               | 遊戲另外可向下兼容僅為DirectX 9.0c。                                                                   |
| 全軍破敵：幕府將軍2          | 2011年3月15日                                                      | The Creative Assembly                                                    | Sega                                   | 回合制策略遊戲 即時戰略遊戲  | 同年5月10日游戏更新加入，另外可向下兼容DirectX 9.0c、10和10.1。                                        |
| 全軍破敵：幕府將軍2-武家之殇 | 2012年3月24日                                                      | The Creative Assembly                                                    | SEGA                                   | 回合制策略遊戲 即時戰略遊戲  | 另外可向下兼容DirectX 9.0c、10和10.1                                                                   |
| 末日之戰2                    | 2011年3月22日 2011年3月25日                                        | Crytek Frankfurt                                                         | Electronic Arts                        | 第一人称射击                 | v1.9版本游戏更新加入DirectX 11支持。                                                                   |
| 末日之戰3                    | 2013年2月19日 2013年2月22日                                        | Crytek Frankfurt                                                         | Electronic Arts                        | 第一人称射击                 | 僅支援DirectX 11                                                                                       |
| 汉密尔顿的大冒险             | 2011年6月1日                                                       | Fatshark                                                                 | Fatshark                               | 冒險 博弈                    | 僅支援DirectX 10和DirectX 11。                                                                         |
| 紅色派系：末日审判           | 2011年6月7日 2011年6月10日                                         | Volition, Inc.                                                           | THQ SyFy Games                         | 第三人称射击                 | 另外可向下兼容DirectX 9.0c和10。                                                                       |
| 极度恐慌3                    | 2011年6月21日 2011年6月24日                                        | Day 1 Studios Monolith Productions                                       | Warner Bros. Interactive Entertainment | 第一人称射击                 | DirectX 11支持提供反鋸齒功能。                                                                         |
| 駭客入侵：人類革命           | 2011年8月23日 2011年8月26日                                        | Eidos Montreal                                                           | Square Enix                            | 動作角色扮演遊戲             | 消失的线索DLC同样支持；遊戲另外可向下相容僅為DirectX 9.0c。                                            |
| 极品飞车：亡命天涯           | 2011年11月15日 2011年11月18日                                      | EA Black Box                                                             | Electronic Arts                        | 竞速                         | 僅支持DirectX 10,10.1和 11。                                                                           |
| 极品飞车：最高通缉           | 2012年10月30日                                                     | Criterion Games                                                          | Electronic Arts                        | 竞速                         | 僅支援DirectX 10、10.1和11。                                                                           |
| 黑道圣徒3                    | 2011年11月15日 2011年11月18日                                      | Volition, Inc.                                                           | THQ                                    | 第三人稱射擊, 動作冒險       | 支持DirectX 11，另外可向下兼容DirectX 9.0c、10。                                                       |
| 紀元2070                     | 2011年11月17日 2011年11月15日                                      | Blue Byte Software Related Designs                                       | Ubisoft                                | 即时战略 城市建造            | 游戏另外可向下兼容仅为DirectX 9.0c                                                                     |
| 蝙蝠侠：阿卡姆之城           | 2011年11月22日 2011年11月25日                                      | Rocksteady Studios                                                       | Warner Bros. Interactive Entertainment | 動作冒險 隐蔽                | 遊戲另外可向下相容僅為DirectX 9.0c                                                                     |
| 突袭油田                     | 2012年1月25日                                                      | Unigine Corp                                                             | Unigine Corp                           | 即时战略 (RTS)               | 支援DirectX 11，另外可向下兼容DirectX 9.0c、10和OpenGL。                                               |
| 亚瑟王2                      | 2012年1月27日                                                      | Neocore Games                                                            | Paradox Interactive                    | 即时战略 回合制策略 角色扮演 | 支援DirectX 11，另外可向下兼容DirectX 9.0c、10。                                                       |
| 黑色洛城                     | 2011年11月8日 2011年11月11日                                       | Rockstar Games Team Bondi Rockstar Leeds                                 | Rockstar Games                         | 動作冒險 開放世界            | 2012年2月16日游戏更新加入支援，另外可向下兼容DirectX 9.0c。                                            |
| 战争游戏：欧洲扩张           | 2012年2月23日                                                      | Eugen Systems                                                            | Focus Home Interactive                 | 即时战略 (RTS)               | 游戏另外可向下兼容仅为DirectX 9.0c。                                                                   |
| 星際迷航Online               | 2010年2月2日 2010年2月5日                                          | Cryptic Studios                                                          | Perfect World Entertainment            | MMORPG                       | 2012年1月5日更新支持DirectX 9.0c，10，10.1，11和11.1。                                                 |
| 黑光：惩罚                   | 2012年4月3日 2012年4月3日                                          | Zombie Inc.                                                              | Perfect World Co.                      | 第一人称射击 (FPS)           | |
| 狙击精英V2                   | 2012年5月4日                                                       | Rebellion Developments                                                   | Rebellion Developments                 | 戰術射擊                     | 僅支持DirectX 10和DirectX 11。                                                                         |
| 狙击精英：纳粹僵尸大军       | 2013年2月28日                                                      | Rebellion Developments                                                   | Rebellion Developments                 | 動作遊戲                     | 僅支持DirectX 10和DirectX 11。                                                                         |
| 死亡竞技                     | 2012年5月10日                                                      | Illfonic                                                                 | THQ                                    | 第一人称射击                 | 游戏另外可向下兼容仅为DirectX 9.0c。                                                                   |
| 马克思·佩恩3                 | 2012年6月1日 2012年5月29日 2012年6月1日                            | Rockstar Vancouver Rockstar Toronto Rockstar London Rockstar New England | Rockstar Games                         | 第三人称射击                 | 遊戲另外可向下相容DirectX 9.0c、10和10.1。。                                                           |
| 彈坑                         | 2012年6月12日                                                      | Fatshark                                                                 | Fatshark                               | 角色扮演                     | 僅支援DirectX 10和DirectX 11。                                                                         |
| 神秘世界                     | 2012年6月19日 2012年6月19日                                        | Funcom                                                                   | Funcom Electronic Arts                 | MMORPG, 動作冒險             | 遊戲另外可向下相容僅為DirectX 9.0c。                                                                   |
| 幽靈行動：未來戰士           | 2012年6月12日 2012年6月14日                                        | Ubisoft Paris Ubisoft Ukraine Ubisoft Romania Ubisoft Red Storm          | Ubisoft                                | 战术射击游戏                 | 僅支援DirectX 10和DirectX 11。                                                                         |
| 伦敦2012奥运会               | 2012年6月26日 2012年6月29日                                        | Sega Studios Australia                                                   | Sega                                   | 體育類                       | 僅支援DirectX 10和DirectX 11。                                                                         |
| 香港秘密警察                 | 2012年8月14日 2012年8月17日 2012年8月16日                          | United Front Games Square Enix London Studios                            | Square Enix                            | 動作 第三人称射击            | 僅支援DirectX 10和DirectX 11。                                                                         |
| Starvoid                     | 2012年8月31日                                                      | Zeal Studios                                                             | Paradox Interactive                    | 即时战略                     | 僅支援DirectX 10和DirectX 11。                                                                         |
| 玫瑰戰爭                     | 2012年10月2日                                                      | Fatshark                                                                 | Paradox Interactive                    | 動作遊戲                     | 僅支援DirectX 10和DirectX 11。                                                                         |
| 使命召唤：黑色行动2          | 2012年11月13日                                                     | Treyarch                                                                 | Activision                             | 第一人称射击                 | 僅支援DirectX 10和11。                                                                                 |
| 刺客信条3                    | 2012年11月20日 2012年11月23日                                      | Ubisoft Montreal                                                         | Ubisoft                                | 動作冒險                     | 僅支援DirectX 10和11。                                                                                 |
| 孤岛惊魂3                    | 2012年12月4日 2012年11月30日                                       | Ubisoft Montreal Ubisoft Massive Ubisoft Reflections Ubisoft Shanghai    | Ubisoft                                | 第一人称射击 動作            | 游戏另外可向下兼容仅为DirectX 9.0c。                                                                   |
| 上古世紀                     | 2013年1月15日                                                      | XL Games                                                                 | XL Games                               | MMORPG                       | 游戏另外可向下兼容仅为DirectX 9.0c。                                                                   |
| 古墓丽影                     | 2013年3月5日                                                       | Crystal Dynamics                                                         | Square Enix                            | 動作冒險                     | 游戏另外可向下兼容仅为DirectX 9.0c。                                                                   |
| 强袭装甲零号                 | 2013年1月23日                                                      | Born Ready Games                                                         | Born Ready Games                       | 太空飛行模擬遊戲             | 僅支援DirectX 10和11。                                                                                 |
| 神力科莎                     | 2013年11月8日                                                      | Kunos Simulazioni                                                        | Kunos Simulazioni                      | 競速                         | 游戏另外可向下兼容仅为DirectX 9.0c。                                                                   |
| 武裝突襲3                    | 2013年9月12日                                                      | Bohemia Interactive Studio                                               | Bohemia Interactive Studio             | 战术射击游戏                 | 僅支援DirectX 10和DirectX 11。                                                                         |
| 戰慄深隧：最後光芒           | 2013年5月14日 2013年5月17日                                        | 4A Games                                                                 | THQ                                    | 第一人称射击 (FPS)           | |
| 機甲戰士Online               | 2012年3月27日                                                      | Piranha Games                                                            | Infinite Game Publishing               | 動作冒險                     | 另外可向下兼容DirectX 9.0c和10。                                                                       |
| 星戰前夜                     | 2003年5月6日 2003年5月23日                                         | CCP Games                                                                | CCP Games                              | MMORPG                       | 更新加入支援DirectX 11。                                                                               |
| 赛车计划                     | 2015年5月7日                                                       | Slightly Mad Studios                                                     | Slightly Mad Studios                   | 竞速                         | 遊戲另外可向下兼容僅為DirectX 9.0c。                                                                   |
| 星際迷航                     | 2013年                                                             | Digital Extremes                                                         | Namco Bandai Games                     | 動作冒險 第三人称射击        | |

## 待发行游戏
| 游戏名称   | 发行日期 | 制作商          | 发行商          | 类型     | 备註                                                         |
| ---------- | -------- | --------------- | --------------- | -------- | ------------------------------------------------------------ |
| 命令与征服 | 2013年   | BioWare Victory | Electronic Arts | 即时战略 | 僅支援DirectX 10、10.1和11。已于2013年10月29日宣布停止开发。 |

## 註释
1. ↑  . 2009年9月23日  [2011年7月4日]. （原始内容存档于2011年10月7日）.
2. ↑  .   [2011年7月4日]. （原始内容存档于2011年10月7日）.
3. ↑  .   [2011年7月4日]. （原始内容存档于2016年6月1日）.
4. ↑  .   [2011年7月13日]. （原始内容存档于2011年8月18日）.
5. ↑  .   [2011年7月13日]. （原始内容存档于2011年7月5日）.
6. ↑  .   [2012年3月29日]. （原始内容存档于2012年5月4日）.
7. ↑  . September 12, 2009  [September 11, 2009]. （原始内容存档于2009-09-14）.
8. ↑  . 2011年10月24日  [2011年11月4日]. （原始内容存档于2011年11月5日）.
9. ↑  . 2009年11月25日  [2011年7月4日]. （原始内容存档于2011年8月19日）.
10. ↑  . 2010年2月25日  [2011年7月4日]. （原始内容存档于2011年6月6日）.
11. ↑  .   [2011年7月4日]. （原始内容存档于2011年6月25日）.
12. ↑  . 2010年8月6日  [2011年7月4日]. （原始内容存档于2011年8月30日）.
13. ↑  .   [2011年7月4日]. （原始内容存档于2011年9月3日）.
14. ↑  . 2010年11月2日  [2011年7月4日]. （原始内容存档于2011年6月18日）.
15. ↑  .   [2011年9月9日]. （原始内容存档于2011年9月22日）.
16. ↑  . 2012年2月23日  [2012年3月1日]. （原始内容存档于2012年9月13日）.
17. ↑  .   [2011年7月14日]. （原始内容存档于2012年7月3日）.
18. ↑  .   [2011年7月4日]. （原始内容存档于2011年10月6日）.
19. ↑  .   [2011年7月4日]. （原始内容存档于2011年8月7日）.
20. ↑  . June 30, 2010  [July 1, 2010]. （原始内容存档于2010-07-27）.
21. ↑  . 2011年3月29日  [2011年7月4日]. （原始内容存档于2011年8月24日）.
22. ↑  . 2011年1月20日  [2011年7月4日]. （原始内容存档于2012-03-26）.
23. ↑  . BioWare. 2010年12月17日  [2012年2月11日]. （原始内容存档于2010年12月28日）.
24. ↑  . 2011年5月9日  [2011年7月4日]. （原始内容存档于2011年7月19日）.
25. ↑  . 2011年6月27日  [2011年7月15日]. （原始内容存档于2011年6月30日）.
26. ↑  .   [2011年7月15日]. （原始内容存档于2011年7月17日）.
27. ↑  . 2011年3月22日  [2011年7月4日]. （原始内容存档于2011年5月2日）.
28. ↑  .   [2011年8月22日]. （原始内容存档于2011年9月3日）.
29. ↑  . 2011年10月22日  [2011年10月24日]. （原始内容存档于2011年10月24日）.
30. ↑  . 2012年6月6日  [2012年6月6日]. （原始内容存档于2012年6月8日）.
31. ↑  . 2011年10月7日  [2011年10月9日]. （原始内容存档于2011年10月9日）.
32. ↑  .   [2011年11月7日]. （原始内容存档于2011年10月21日）.
33. ↑  . 2011年9月4日. （原始内容存档于2011年9月26日）.
34. ↑  . 2011年3月8日  [2011年7月4日]. （原始内容存档于2011年6月5日）.
35. ↑  . 2012年1月4日  [2012年2月8日]. （原始内容存档于2012年2月10日）.
36. ↑  .   [February 16, 2012]. （原始内容存档于2012-02-16）.
37. ↑  . 2012年2月28日  [2012年3月1日]. （原始内容存档于2013年1月8日）.
38. ↑  . January 5, 2012  [March 29, 2012]. （原始内容存档于2012-02-29）.
39. ↑  . Perfect World Co. 2011年8月29日. （原始内容存档于2011年10月7日）.
40. ↑  .   [2012年4月19日]. （原始内容存档于2012年4月14日）.
41. ↑  . 2012年4月12日  [2012年4月13日]. （原始内容存档于2012年4月14日）.
42. ↑  . Mar 22, 2012  [Mar 22, 2012]. （原始内容存档于2012-03-22）.
43. ↑  .   [2012年4月13日]. （原始内容存档于2012年3月1日）.
44. ↑  . 2012年3月15日  [2012年3月29日]. （原始内容存档于2012年3月28日）.
45. ↑  . April 3, 2012  [April  3, 2012]. （原始内容存档于2012年6月18日）.
46. ↑  . 2012年8月9日  [2012年8月9日]. （原始内容存档于2012年8月9日）.
47. ↑  . 2012年8月20日.
48. ↑  . 2012年3月8日  [2012年4月13日].
49. ↑  .   [2012-05-03]. （原始内容存档于2012-06-09）.
50. ↑  . 2012年7月16日  [2012年7月16日]. （原始内容存档于2021年4月17日）.
51. ↑  . 2012年9月25日  [2013年1月8日]. （原始内容存档于2012年12月3日）.
52. ↑  . 2012年12月3日  [2013年3月14日]. （原始内容存档于2013年5月7日）.
53. ↑  . 2012年2月1日  [2012年2月1日]. （原始内容存档于2012年4月19日）.
54. ↑  . 2011年9月22日  [2011年9月29日]. （原始内容存档于2012年6月29日）.
55. ↑  . 2011年9月4日. （原始内容存档于2011年9月27日）.
56. ↑  .   [Mar 27, 2012]. （原始内容存档于2012-04-02）.
57. ↑  . 2012年3月31日  [2012年4月3日]. （原始内容存档于2012年6月7日）.
58. ↑  . 2012年3月23日  [2012年4月10日]. （原始内容存档于2012年4月10日）.
59. ↑  . 2012年6月13日  [2012年7月26日]. （原始内容存档于2012年8月22日）.